# Станиславская сельская община
Станиславская сельская община (укр. Станіславська сільська громада) — территориальная община в Херсонском районе Херсонской области Украины.
Создана в ходе административно-территориальной реформы 14 июля 2017 года на территории упразднённого Белозёрского района путём объединения Станиславского и Широкобалковского сельских советов. Всего община включила 4 села. Своё название община получила от названия административного центра, где размещены органы власти — село Станислав.
Население общины на момент создания составляло 7740 человек, площадь общины 226,58 км².

## Населённые пункты
В состав общины входят сёла Станислав — 4724 человека, Широкая Балка — 2593 человека, Софиевка — 536 человек, Александровка — 2596 человек.

## История общины
В июле 2019 года Станиславская сельская община приняла участие в проекте «Будуємо охайну громаду разом!» при поддержке агентства USAID.
В июле 2020 года Белозёрский район в рамках административно-территориальной реформы был упразднён, и община вошла в состав Херсонского района.
С марта по ноябрь 2022 года община находилась под оккупацией российских войск в ходе российско-украинской войны.

## Органы власти
Председатель общины — Иван Дмитриевич Самойленко. 
Администрация общины находится по адресу: село Станислав, ул. Свободы, д.15. 
Депутатский корпус — 26 депутатов.

## Экономика общины
В 2021 году бюджет общины составил 60 млн грн. Крупнейшим налогоплательщиком является сельскохозяйственное предприятие СООО «ЕНОГРАЙ» (около 8 млн грн).